# خوزه یانگواس
خوزه یانگواس (انگلیسی: José Manuel Yanguas؛ زادهٔ ۲۰ ژوئن ۱۹۷۲) بازیکن سابق فوتبال اهل اسپانیا است که در پست مدافع بازی می‌کرد.